# Pierre Bellemare
Pierre Bellemare (Boulogne-Billancourt, 21 ottobre 1929 – Suresnes, 26 maggio 2018) è stato uno scrittore, conduttore televisivo e attore francese.

## Filmografia parziale
- Tre vite e una sola morte (Trois vies et une seule mort), regia di Raúl Ruiz (1996)
- Le battement d'ailes du papillon, regia di Laurent Firode (2000)
- Agente speciale 117 al servizio della Repubblica - Missione Rio (OSS 117: Rio ne répond plus), regia di Michel Hazanavicius (2009)
- Les Tuche, regia di Olivier Baroux (2011)

## Programmi televisivi
- La Tête et les Jambes (1960-1978)
- La Caméra invisible (1966-1967)